# 昆崙工業
西安昆崙工業（集團）有限責任公司，簡稱昆崙工業，中國兵器裝備集團旗下公司，位於中国陝西省西安市，是在1996年，現任董事長及總經理来渝生。
主要業務生產机械制造，工艺装备，模具制造；液压传动机械、汽车零部件、仓储机械、锻铸件、压力容器的制造、销售；普通货运；建筑安装工程施工；饮料包装、工业制品包装。

## 外部連結
- 西安昆崙工業（集團）有限責任公司